# Miłość Tarzana
Miłość Tarzana (ang. Tarzan the Ape Man) – amerykański film przygodowy z 1934 roku, będący kontynuacją filmu Człowiek-małpa z 1932 roku. Został zrealizowany w erze Pre-Code.
Film jest częścią cyklu filmów o Tarzanie, będącego swobodną adaptacją cyklu powieści Edgara Rice’a Burroughsa o tej postaci.

## Treść
Harry Holt powraca do Afryki na czele ekspedycji poszukującej kości słoniowej. Towarzyszy mu przyjaciel Marlin Arlington. Holt pragnie przekonać Jane, która z miłości do Tarzana osiedliła się w dżungli, by powróciła do Londynu. Jane nie chce jednak wracać. Tymczasem Tarzan staje w obronie słoni na które myśliwi chcą polować. Wówczas Arlington ciężko go rani. Przekonana o śmierci ukochanego Jane decyduje się powrócić do Anglii. Jednak po drodze ekspedycję napadają tubylcy.

## Główne role
- Maureen O’Sullivan – Jane Parker
- Johnny Weissmuller – Tarzan
- Nathan Curry – Saidi
- Forrester Harvey – Beamish
- Paul Cavanagh – Martin Arlington
- Neil Hamilton – Harry Holt